# Mircze (gmina)
Mircze – gmina wiejska w województwie lubelskim, w powiecie hrubieszowskim. W latach 1975–1998 gmina położona była w województwie zamojskim.
Siedziba władz gminy to Mircze.
Według danych z 30 czerwca 2004 gminę zamieszkiwało 7868 osób. Natomiast według danych z 31 grudnia 2017 roku gminę zamieszkiwały 7273 osoby.

## Struktura powierzchni
Według danych z roku 2002 gmina Mircze ma obszar 233,82 km², w tym:
- użytki rolne: 81%
- użytki leśne: 13%

Gmina stanowi 18,42% powierzchni powiatu.

## Demografia

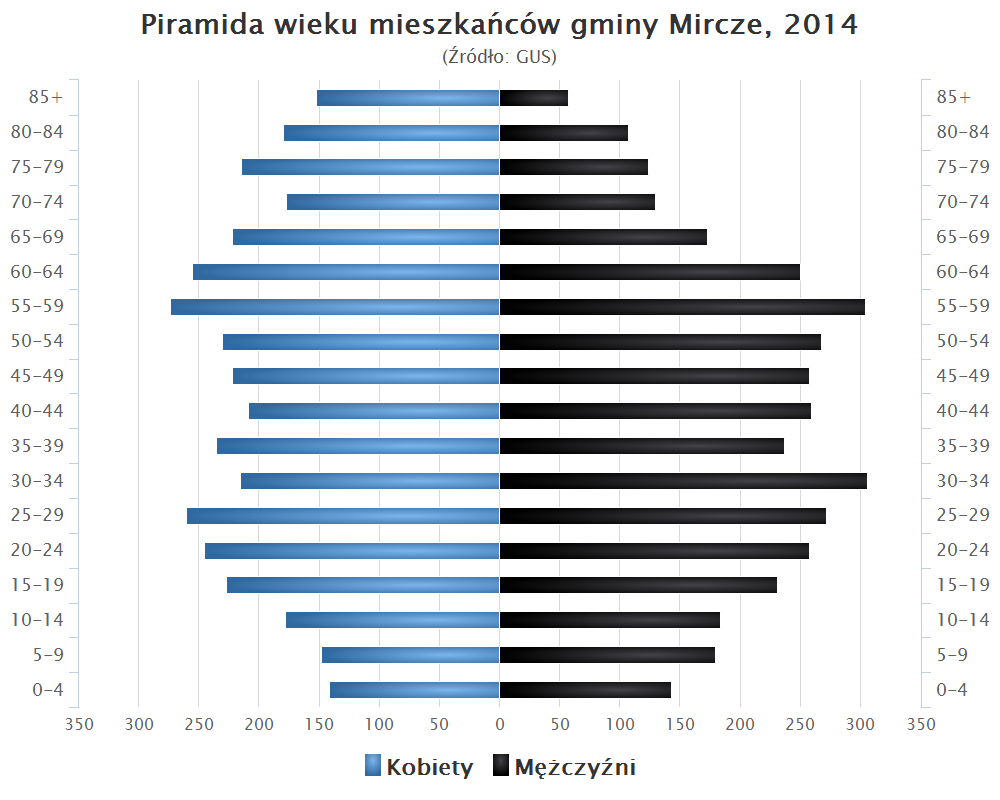
Piramida wieku mieszkańców gminy Mircze w 2014 roku

Dane z 30 czerwca 2004:
| Opis                              | Ogółem | Ogółem | Kobiety | Kobiety | Mężczyźni | Mężczyźni |
| --------------------------------- | ------ | ------ | ------- | ------- | --------- | --------- |
| jednostka                         | osób   | %      | osób    | %       | osób      | %         |
| populacja                         | 7868   | 100    | 3960    | 50,3    | 3908      | 49,7      |
| gęstość zaludnienia (mieszk./km²) | 33,6   | 33,6   | 16,9    | 16,9    | 16,7      | 16,7      |

## Sołectwa
Ameryka, Andrzejówka, Borsuk, Dąbrowa, Górka-Zabłocie, Kryłów, Kryłów-Kolonia, Łasków, Małków, Małków-Kolonia, Marysin, Miętkie, Miętkie-Kolonia, Mircze, Modryniec (sołectwa: Modryniec Wschodni i Modryniec Zachodni), Modryń, Modryń-Kolonia, Mołożów, Mołożów-Kolonia, Prehoryłe, Radostów, Rulikówka, Smoligów, Stara Wieś, Szychowice, Tuczapy, Wereszyn, Wiszniów.
Miejscowości bez statusu sołectwa:  Szychowice Nowe, Małków Nowy.

## Sąsiednie gminy
Dołhobyczów, Hrubieszów, Łaszczów, Telatyn, Tyszowce, Werbkowice. Gmina sąsiaduje także z Ukrainą (r. Włodzimierski, o. Wołyński); 4 kilometry od granic gminy leży 50-tysięczne miasto Nowowołyńsk.